# Treccia russa

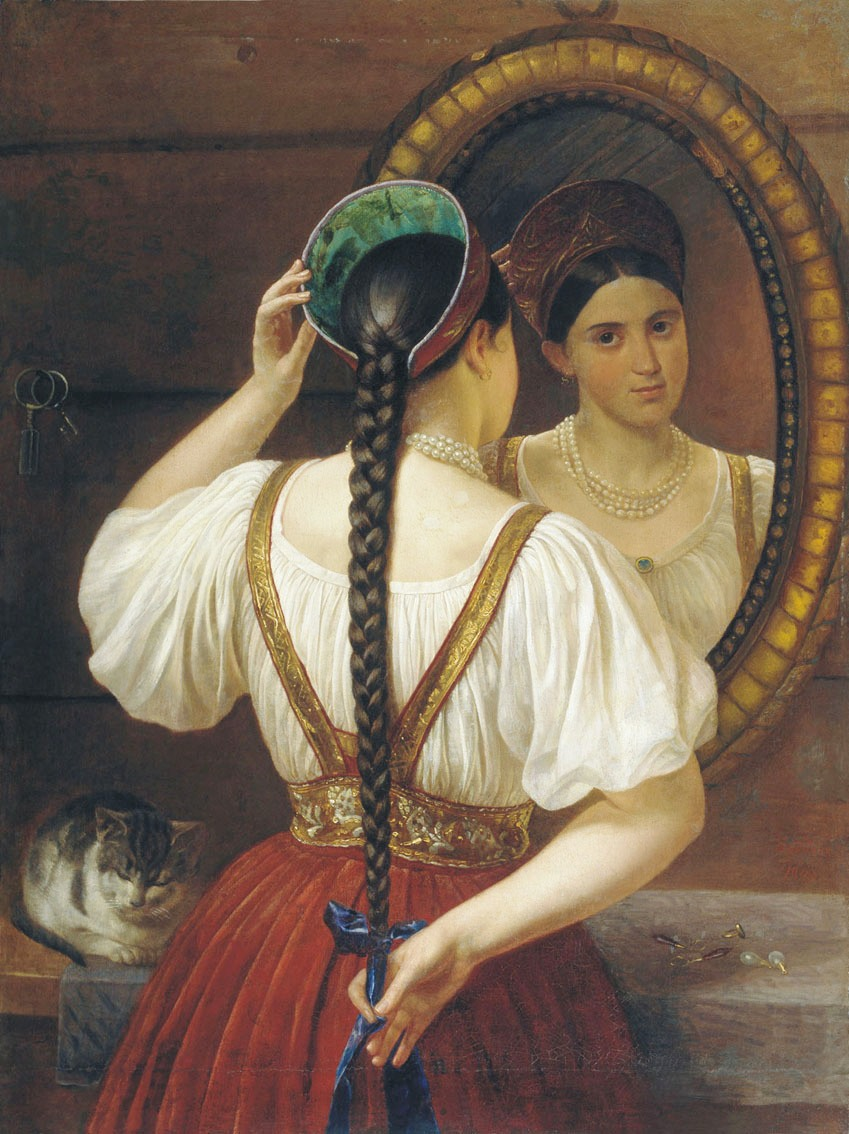
Il dipinto di Filipp Osipovič Budkin, Ragazza davanti allo specchio, 1848, mostra una ragazza russa con la tradizionale treccia russa e con un kokošnik sul capo

La treccia russa (in russo Русская коса?, Russkaja kosa) è una acconciatura tradizionale della Russia. Essa ha una storia antica che rimanda all'antico popolo dei Rus'. Nella moderna Russia ancora le acconciature hanno un significato particolare per le ragazze e le donne, mentre il simbolismo che un tempo si trovava dietro a queste è andato scomparendo. Essa gioca ancora un ruolo fondamentale nelle danze folcloristiche russe e nel costume.
Presso i Rus' le donne non erano solite tagliarsi i capelli e pertanto questi crescevano copiosamente e, per non calpestarli, queste pensarono di acconciarli in una treccia. La treccia russa simboleggiava un tempo onorabilità e rispetto, nonché eleganza. Le donne in età da marito alla ricerca di un partito portavano sovente una lunga treccia unica, mentre da sposate erano solite portarne due arrotolate alla testa. Se la treccia era decorata con un nastro colorato significava che la ragazza era in età da marito, mentre quanto i nastri erano due significava che aveva trovato uno sposo. La base della treccia era impreziosita da un kokošnik, un gioiello a raggiera che poteva anche essere realizzato in legno di betulla.

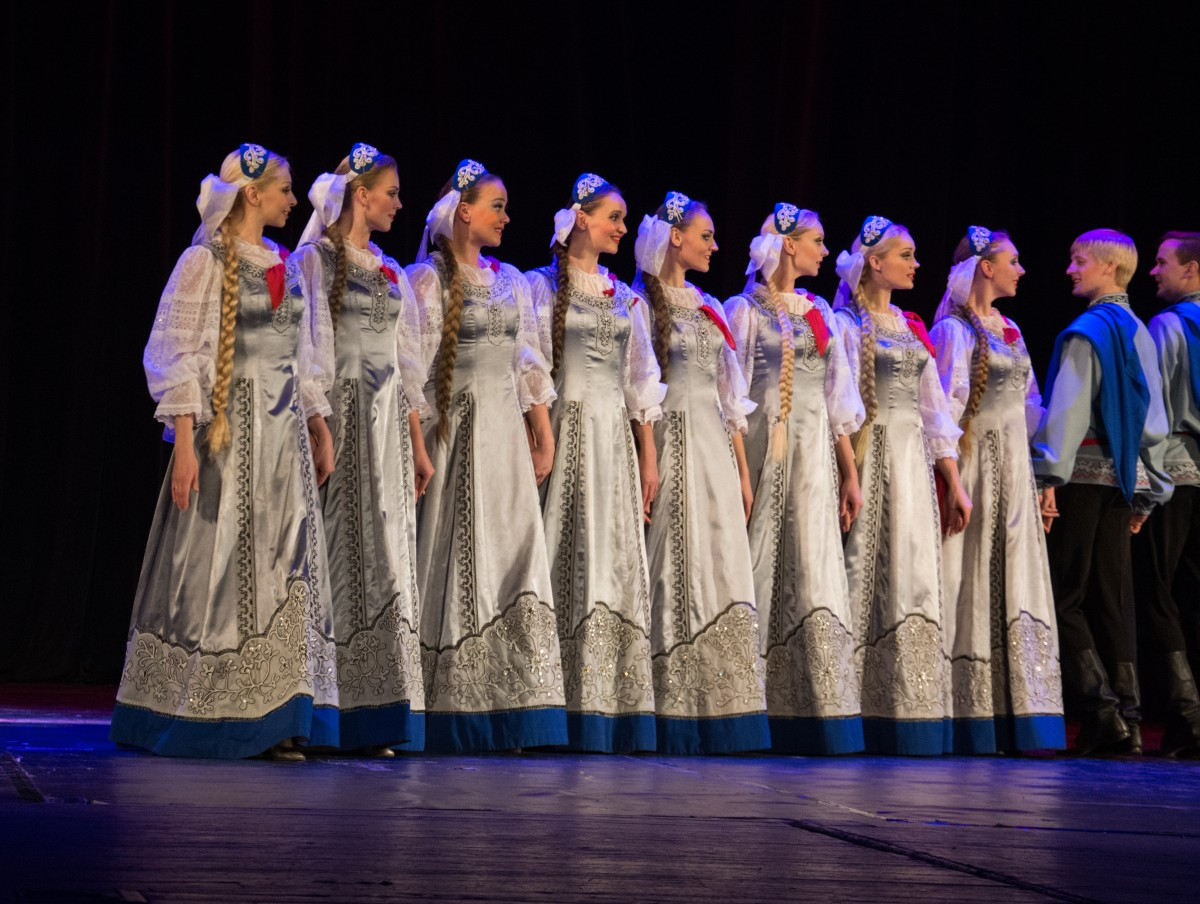
Ragazze russe con le tipiche trecce ad uno spettacolo di danza